# Chironomus formosicola
Chironomus formosicola är en tvåvingeart som först beskrevs av Jean-Jacques Kieffer 1912.  Chironomus formosicola ingår i släktet Chironomus och familjen fjädermyggor.
Artens utbredningsområde är Taiwan. Inga underarter finns listade i Catalogue of Life.